# مهندس طراح

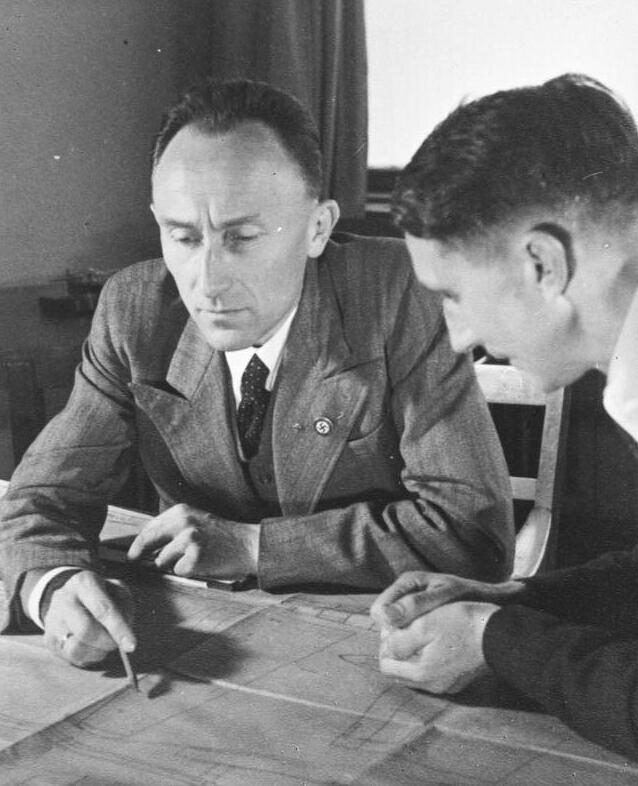
مهندس طراح (در زمان قدیم)

مهندس طراح (انگلیسی: Design Engineer) یا مهندس طراحی، از مشاغل مهندسی است و به شخصی اطلاق می‌شود که ممکن است در هر یک از رشته‌های مهندسی مانند: عمران، مکانیک، برق، شیمی، صنایع، هوافضا، ساخت و تولید، سیستم‌ها و سازه، ساختمان و معماری، در طول فرایند طراحی، مشارکت داشته باشد. مهندسین طراح اغلب تمایل به فعالیت بر محصولات و سیستم‌هایی دارند، که فرایند تولید و توسعه آنها نیازمند استفاده از تکنیک‌های پیچیده علمی و ریاضی، بکارگیری فیزیک مهندسی و خلق راه‌کارهای علمی می‌باشد.
مهندسان طراحی برای تهیه طرح‌های مفهومی و تفصیلی، اغلب با تیمی از مهندسین و طراحان سایر رشته‌ها همکاری می‌کنند، تا از عملکرد نهایی محصول و تناسب آن با اهداف طرح، اطمینان حاصل نماید، همچنین در پاره‌ای از موارد، مهندسین طراح به‌منظور رسیدگی به نیازمندی‌های مشتریان، با مشارکت مهندسان صنایع و بازاریابان صنعتی، اقدام به تهیه طرح مفهومی و نیز تنظیم مشخصات فنی محصول می‌نمایند. وظیفه دیگر مهندسین طراح، مدل‌سازی یا ساخت پیش‌نمونه، از محصول نهایی می‌باشد. در بسیاری از شاخه‌های مهندسی، در فاز طراحی، میان مهندس طراح و مهندس برنامه‌ریزی، تمایز قائل می‌شوند.